# Friedmann Eißler
Friedmann Eißler (* 1964) ist ein deutscher evangelischer Theologe und der Islambeauftragte der Evangelischen Landeskirche in Württemberg.

## Leben
Friedmann Eißler studierte evangelische Theologie und Islamkunde in Tübingen und Jerusalem („Studium in Israel“). 2001 Promotion zum Doktor der Theologie mit einer Arbeit über judäo-arabische Bibelexegese im islamischen Kontext (Karäer), im selben Jahr Verleihung des Dr. Leopold-Lucas-Nachwuchswissenschaftlerpreises der Universität Tübingen. Es folgten einige Jahre als Assistent am Tübinger Institutum Judaicum / Seminar für Religionswissenschaft (Stefan Schreiner). Von 2008 bis 2020 war Eißler wissenschaftlicher Referent der Evangelischen Zentralstelle für Weltanschauungsfragen (EZW) in Berlin mit Schwerpunkt Islam und interreligiöser Dialog. 2020/21 sammelte er Erfahrungen als Gemeindepfarrer im Bezirk Vaihingen-Ditzingen. Seit 2021 ist er Islambeauftragter der Evangelischen Landeskirche in Württemberg.

## Schriften (Auswahl)
- Königspsalmen und karäische Messiaserwartung. Jefet ben Elis Auslegung von Ps. 2.72.89.110.132 im Vergleich mit Saadja Gaons Deutung. Tübingen 2002, ISBN 3-16-147706-5.
- Islamische Verbände in Deutschland. Akteure, Hintergründe, Zusammenhänge, EZW-Texte 260, Berlin 2019.
- Was ist „politischer Islam“?, in: Materialdienst der EZW 83/4 (2020), 251-264
- Theologie der Religionen, in: Materialdienst der EZW 83/3 (2020), 231-237.
- (mit Ralf Lange-Sonntag Hrsg.): Der andere Islam: die Schiiten. Geschichte und Gegenwart, EZW-Texte 263, Berlin 2019.
- (mit Michael Borchard Hrsg.): Islam in Europa. Zum Verhältnis von Religion und Verfassung, EZW-Texte 227, zweite Auflage, Berlin 2019.
- Wertschätzung und Kritik. Zur Aufgabe des christlich-islamischen Dialogs, in: Materialdienst der EZW 81/10 (2018), 365-377
- (Hrsg.) Blasphemie und religiöse Identität in der pluralen Gesellschaft, EZW-Texte 253, Berlin 2018.
- Islam und Menschenrechte – Religionsfreiheit im Spannungsfeld zwischen religiösem Universalanspruch und westlichem Wertekanon, in: Jürgen Schuster / Volker Gäckle (Hrsg.), Religionsfreiheit, Meinungsfreiheit und christlicher Glaube, Interkulturalität & Religion Bd. 5, Münster; Berlin 2017, 209-227
- (Hrsg.) Aleviten in Deutschland. Grundlagen, Veränderungsprozesse, Perspektiven, EZW-Texte 211, dritte, überarbeitete Auflage, Berlin 2017.
- „... tötet nicht, außer aus einem rechtmäßigen Grund!“ (Koran) – Gehört die Gewalt zum Islam?, in: J. Flebbe, G. K. Hasselhoff (Hrsg.): Ich bin nicht gekommen, Frieden zu bringen, sondern das Schwert. Aspekte des Verhältnisses von Religion und Gewalt, Kirche – Konfession – Religion, Band 68, V&R Unipress, Göttingen 2017, S. 49–68
- (mit Kai Funkschmidt Hrsg.): Missionsverzicht? Mission, interreligiöser Dialog und gesellschaftlicher Frieden, EZW-Texte 248, zweite, durchgesehene Auflage, Berlin 2017.
- Gewissensfreiheit in den Weltreligionen, in: Volker Gallé, Werner Zager (Hrsg.): „Hier stehe ich und kann nicht anders“ – Mein Gewissen und unsere / eure Welt. 2. Wormser Religionsgespräche 2016, Worms 2016, S. 54–77
- (Hrsg.): Die Gülen-Bewegung (Hizmet). Herkunft, Strukturen, Ziele, Erfahrungen, EZW-Texte 238, Berlin 2015.
- Die Gülen-Bewegung (Hizmet). EZW-Lexikon
- Interreligiöser Dialog, leicht gekürzt erschienen in: Materialdienst der EZW 12/2014, 468-472
- Islamische Ansprüche auf das „Land“ – Jerusalem und das heilige Land in Koran und Islam, in: Berthold Schwarz (Hrsg.): Wem gehört das „Heilige Land“? Christlich-theologische Überlegungen zur biblischen Landverheißung an Israel. Peter Lang, Frankfurt/Main 2014, S. 91–131
- Gott, Gottesbilder, interreligiöse Ökumene im Namen Abrahams Wider die Konfessionalisierung der Religionen im Zeichen einer „abrahamischen Ökumene“, in: Themenheft „Abraham“. Glaube und Lernen 28/1 (2013), 49-67
- Islamkritik und Islamfeindlichkeit.
- Islam und Islamismus. Aspekte des Islam in Europa zwischen Mythos und Minderheitenpolitik, in: Matthias Petzoldt (Hrsg.): Europas religiöse Kultur(en). Zur Rolle christlicher Theologie im weltanschaulichen Pluralismus, Theologie – Kultur – Hermeneutik, Band 14, Evangelische Verlagsanstalt, Leipzig 2012, S. 97–124
- (mit Matthias Morgenstern Hrsg.): Stefan Schreiner. Die jüdische Bibel in islamischer Auslegung. Texts and Studies in Medieval and Early Modern Judaism, Band 27, Mohr Siebeck, Tübingen 2012
- Abraham im Islam, in: Christfried Böttrich, Beate Ego, Friedmann Eißler: Abraham in Judentum, Christentum und Islam, Göttingen 2009, ISBN 978-3-525-63398-4
- Jesus und Maria im Islam, in: Christfried Böttrich, Beate Ego, Friedmann Eißler: Jesus und Maria in Judentum, Christentum und Islam, Göttingen 2009
- Mose im Islam, in: Christfried Böttrich, Beate Ego, Friedmann Eißler: Mose in Judentum, Christentum und Islam, Göttingen 2010
- Adam und Eva im Islam, in: Christfried Böttrich, Beate Ego, Friedmann Eißler: Adam und Eva in Judentum, Christentum und Islam, Göttingen 2011, ISBN 3-525-63028-X.
- Elia und andere Propheten im Islam, in: Christfried Böttrich, Beate Ego, Friedmann Eißler: Elia und andere Propheten in Judentum, Christentum und Islam. Göttingen 2013, ISBN 3-525-63396-3.
- Antike christliche Apokryphen in deutscher Übersetzung (AcA). In: Chr. Markschies, J. Schröter (Hrsg.): Evangelien und Verwandtes, Band I in 2 Teilen, Mohr Siebeck, Tübingen 2012, darin: A. I.3. Jesuslogien aus arabisch-islamischer Literatur (193-208); B. V.5.4. Das arabische Kindheitsevangelium (zusammen mit Maria Josua, 963-982); B. V.5.7. Der Auszug aus dem Leben Johannes des Täufers (zusammen mit Maria Josua, 1013-1029); B. VII.6.2. Die arabische Fassung des Gamalielevangeliums („Marienklage“) (zusammen mit Maria Josua, 1314-1335).